# Pelican
Pelican é uma cidade localizada no estado americano de Alasca, no Skagway-Hoonah-Angoon Census Area.

## Demografia
Segundo o censo americano de 2000, a sua população era de 163 habitantes.
Em 2006, foi estimada uma população de 135, um decréscimo de 28 (-17.2%).

## Geografia
De acordo com o United States Census Bureau, a localidade tem uma área de 1,8 km², dos quais 1,5 km² cobertos por terra e 0,3 km² cobertos por água.

## Localidades na vizinhança
O diagrama seguinte representa as localidades num raio de 64 km ao redor de Pelican.